# Apatelodes brueckneri
Apatelodes brueckneri is een vlinder uit de familie van de Apatelodidae. De wetenschappelijke naam van de soort is voor het eerst geldig gepubliceerd in 1929 door Max Wilhelm Karl Draudt.